# Dywan kwiatowy

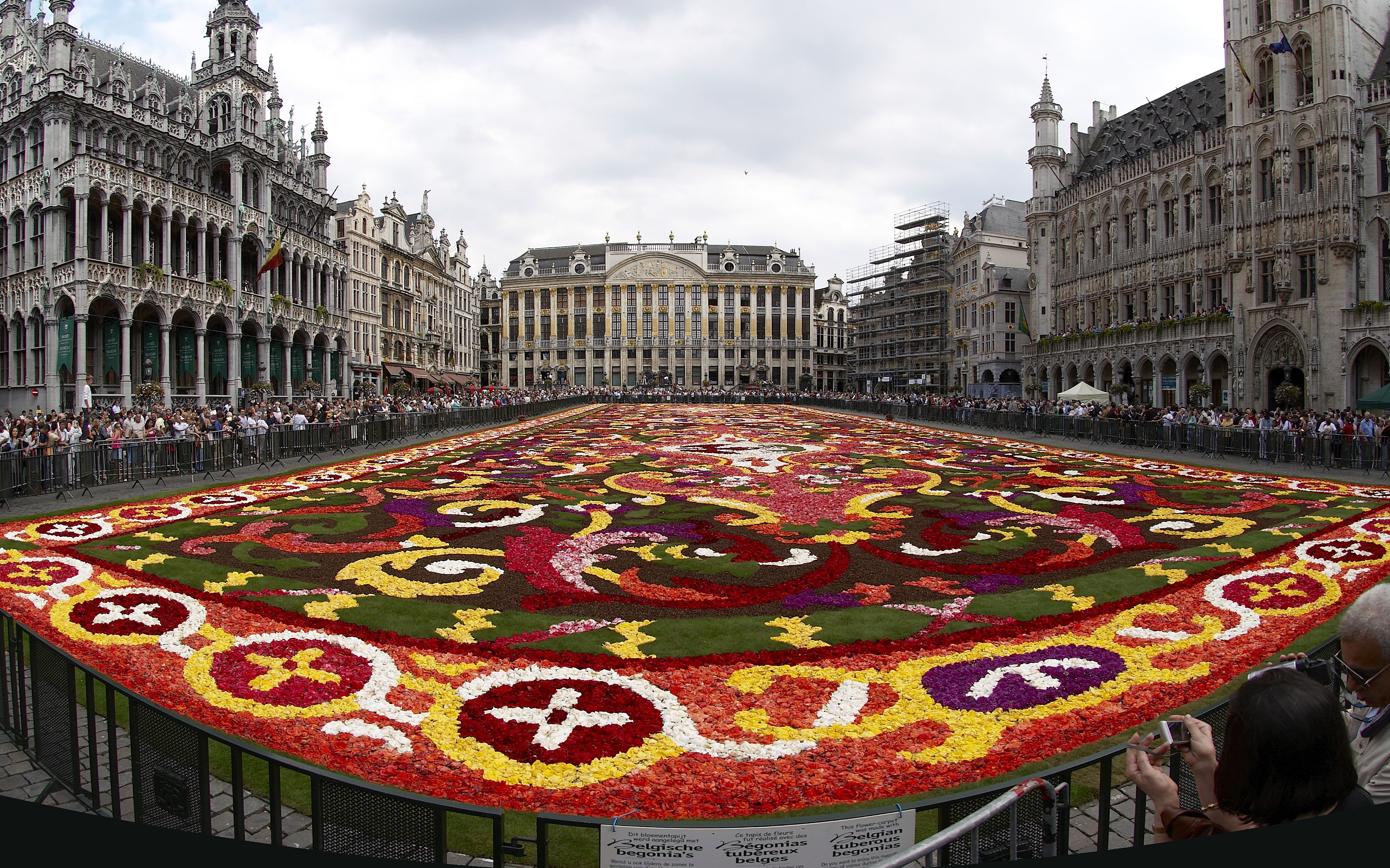
Dywan kwiatowy w Brukseli w 2008 r.

Dywan kwiatowy – dużych rozmiarów, tymczasowa mozaika z ułożonych na ziemi zerwanych kwiatów lub płatków kwiatowych.
Dywany kwiatowe tworzone są w wielu krajach świata, czasem jako część obchodów świąt, np. Bożego Ciała, Wielkanocy, święta plonów czy różnego rodzaju festiwali.
Jednym z najsłynniejszych dywanów kwiatowych jest układany w Brukseli co dwa lata jako ozdoba rynku. W Polsce słynne są dywany tworzone podczas Bożego Ciała w Spycimierzu, wpisane w 2021 na listę reprezentatywną niematerialnego dziedzictwa kulturowego ludzkości UNESCO. 
Największy na świecie dywan usypany z kwiatów powstał w Dubaju w 2019 roku i mierzył 5360 m².

## Galeria

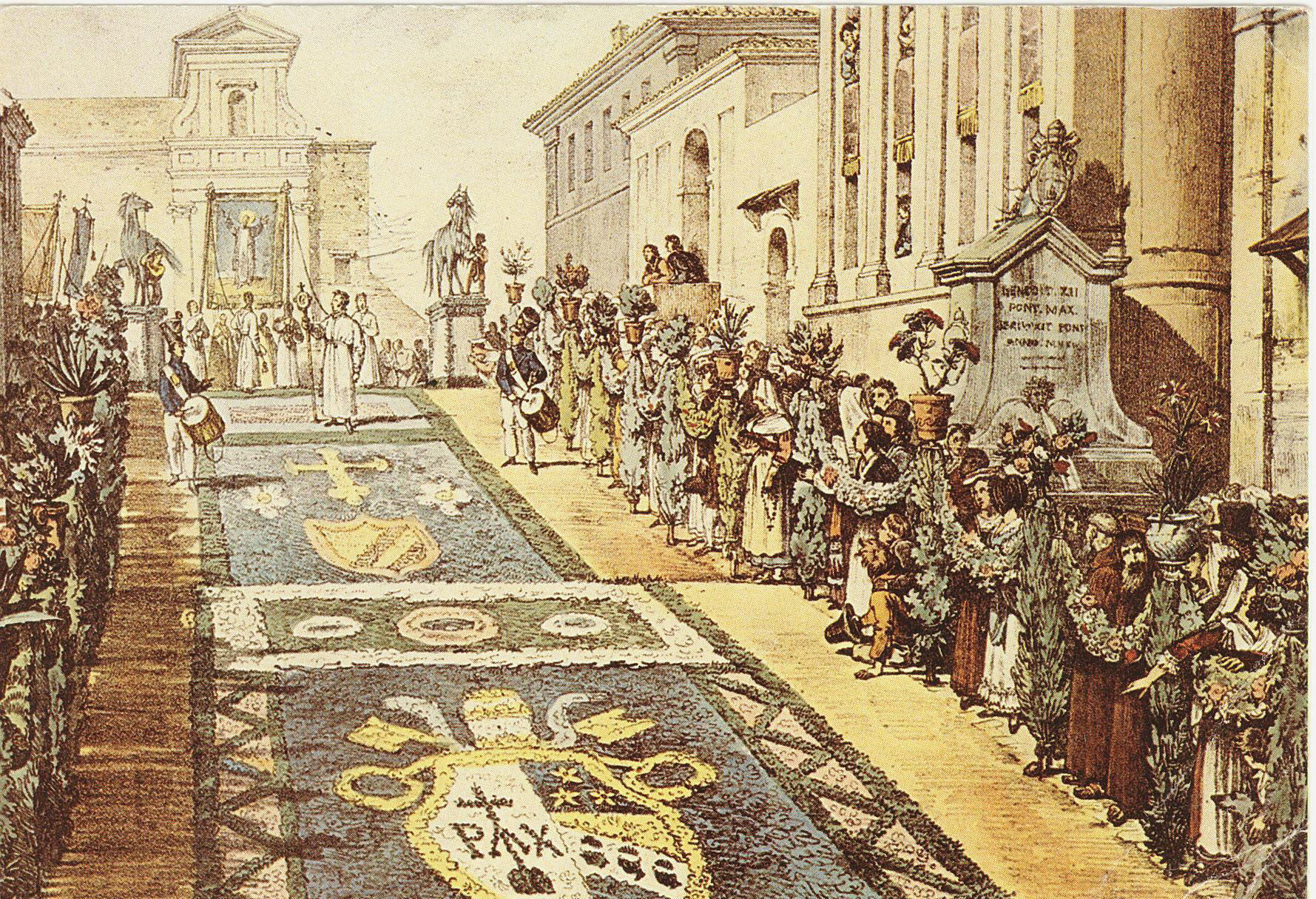
Ilustracja z 1823 r. przedstawiająca dywan kwiatowy w Rzymie
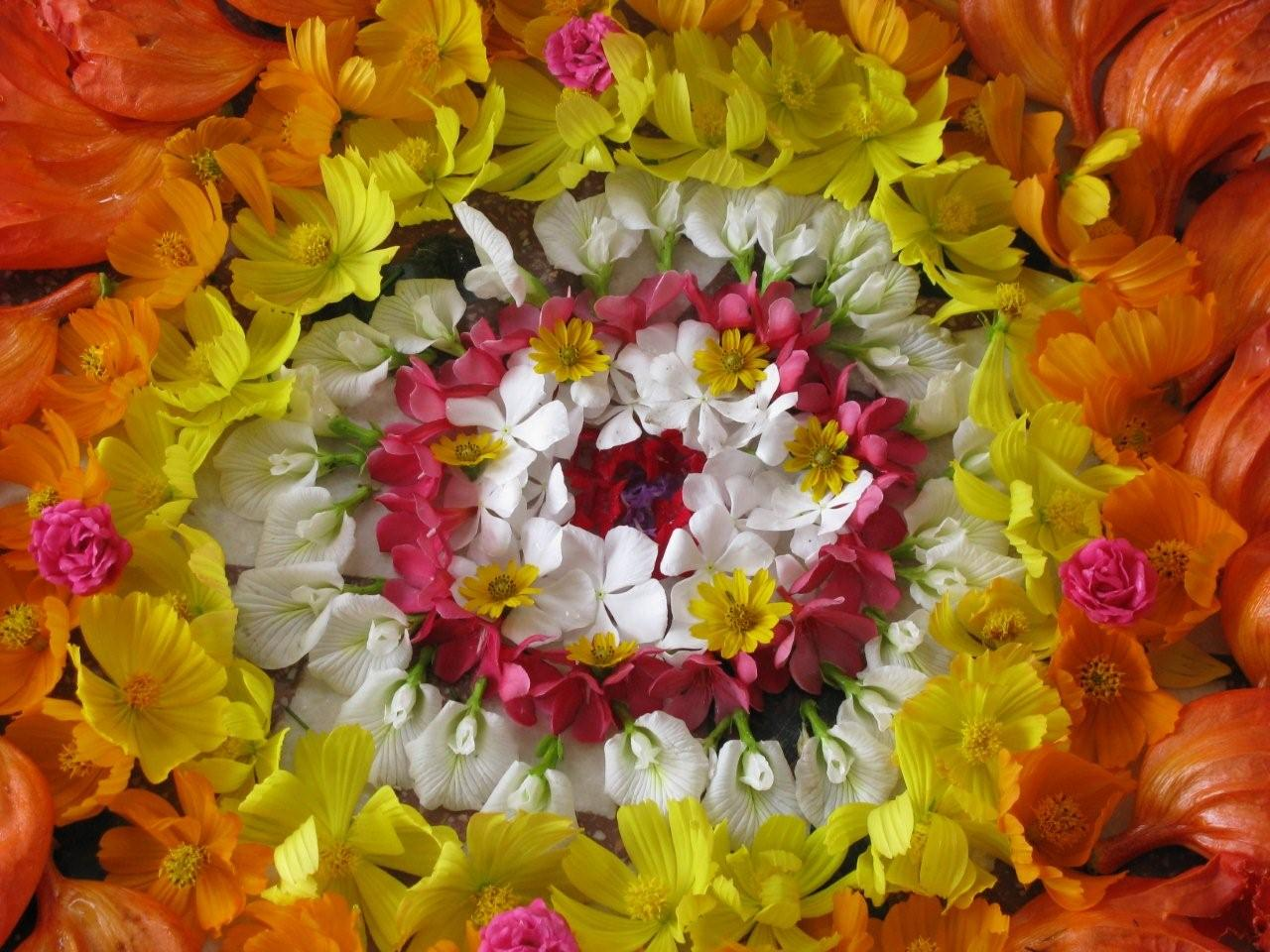
Dywan kwiatowy z bliska
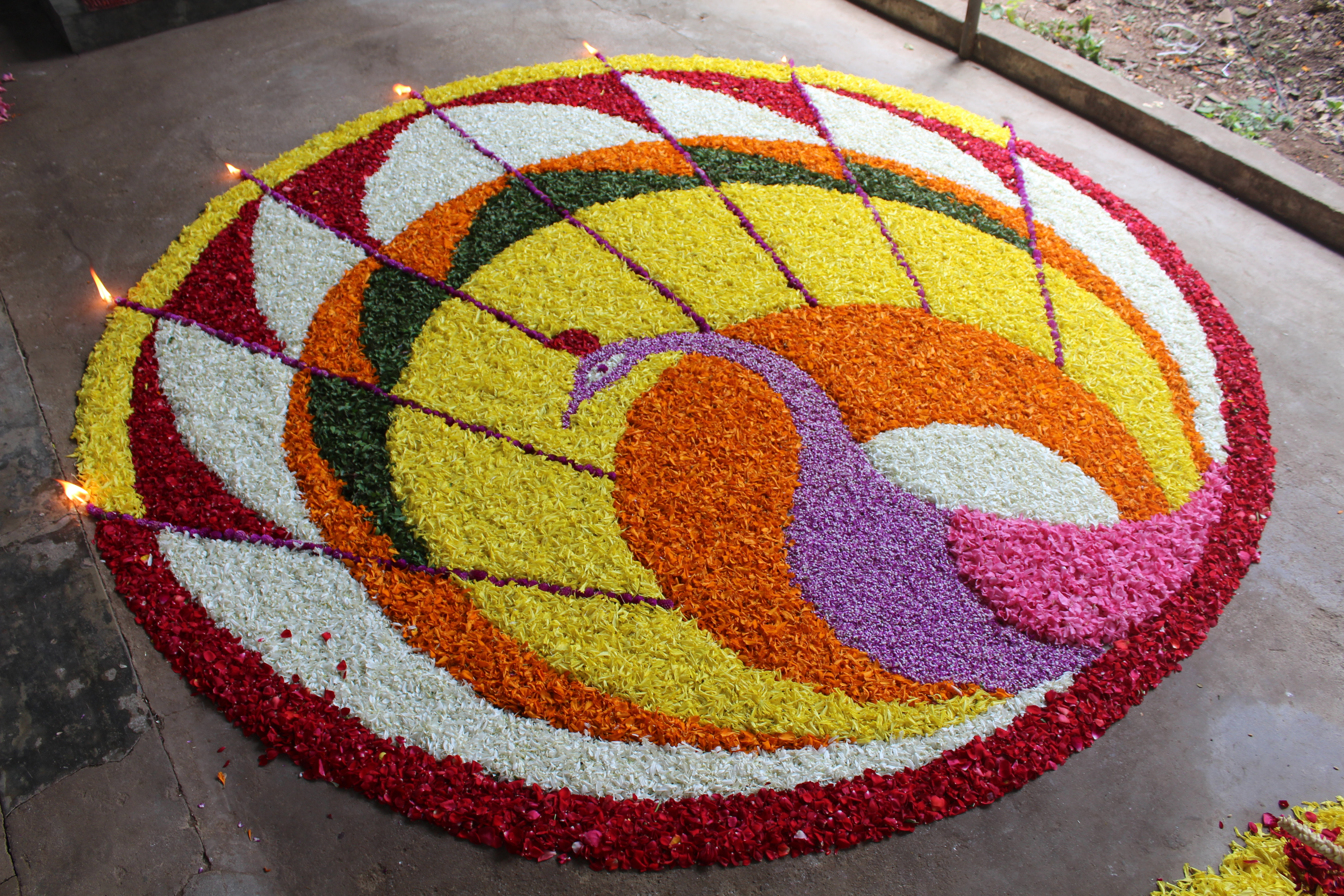
Dywan kwiatowy podczas święta Onam w Indiach
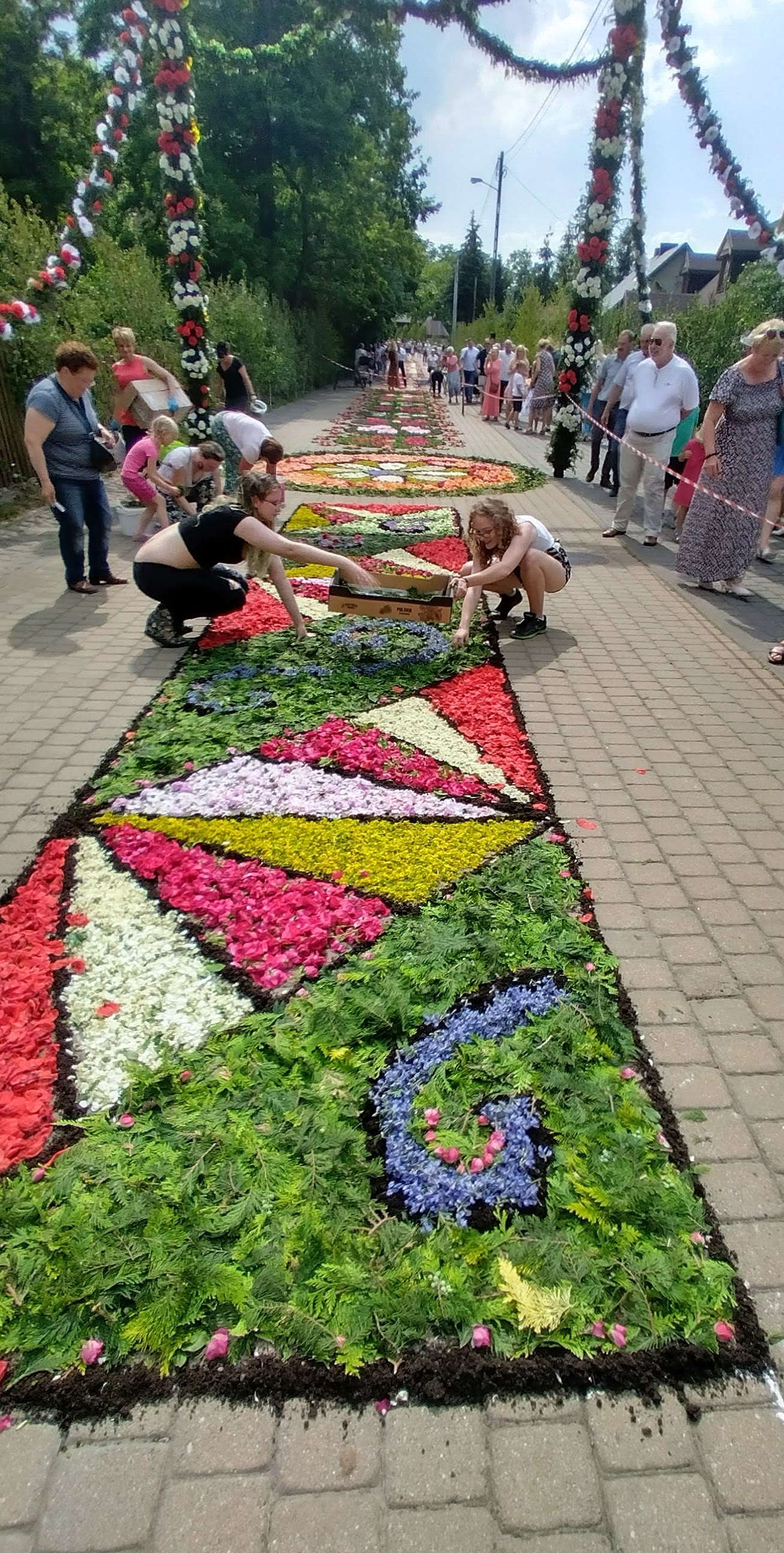
Dywan z żywych kwiatów w Spycimierzu w 2022 r.